# Enrique Pastor Bedoya

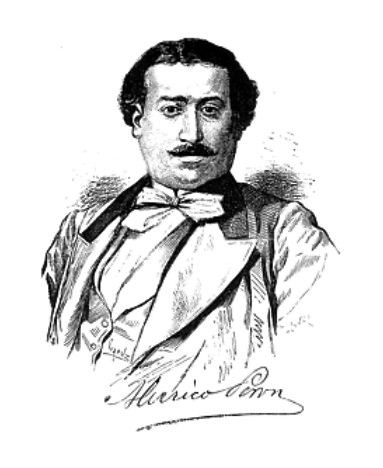
Retrato y firma de Alverico Perón.

Enrique Pastor Bedoya, también conocido con el seudónimo de Alverico Perón (Madrid, 29 de diciembre de 1833 - Huesca, 5 de diciembre de 1897), fue un economista, político, escritor, traductor y filósofo espiritista español.

## Biografía
Era hijo del abogado, economista y político Luis María Pastor Copo y se crio en Brihuega (Guadalajara), de donde era su familia materna. Realizó estudios de economía, como su padre que fue muy brevemente ministro de Hacienda, e inició una larga carrera de funcionario, preferentemente en destinos económicos, incluso en el extranjero, ocupando en sus últimos años el puesto de interventor de Hacienda en Barcelona.
En 1872 fue elegido diputado por la circunscripción de Guadalajara en las Cortes del rey Amadeo I de Saboya.
A raíz de una profunda reforma legislativa en la regulación de los Bancos de Ultramar en 1878, Enrique Pastor Bedoya promovió la fundación de un banco privado en Puerto Rico, pero el proyectó se frustró por el escaso apoyo institucional y por la falta de respaldo económico para la empresa.
Escribió algunas obras de ficción poco conocidas, como La dote de Margarita, pero destacó como traductor de numerosas obras de Xavier de Montépin, como Su alteza el amor, La gitana, Blanca de Prestes o Los amores de provincia; de Adolphe Belot, como La señorita Vitel y la señorita Lelievre, Las fugitivas de Viena o El artículo 47, y de otros autores franceses. 

### Espiritismo
Fue también, junto a José María Fernández Colavida, uno de los introductores de las ideas espiritistas en España bajo el seudónimo Alverico Perón, con el que escribió numerosos libros, folletos y artículos en defensa del espiritismo.
Enrique Pastor se dio a conocer con su seudónimo en 1861 con su Carta de un espiritista. En 1868 dio a la imprenta su libro La fórmula del espiritismo y en 1902, ya fallecido Enrique Pastor, se editó el Manual del magnetizador práctico con traducción firmada por Alverico Perón.
En 1867 proyectó publicar una revista espiritista, pero fue imposible por la férrea censura eclesiástica. Aunque a principios del año siguiente salió en Madrid el primer número de El criterio que se proclamaba Revista quincenal científica, pero que, a partir de La Gloriosa de septiembre de ese mismo año, pasó a llamarse El Criterio Espiritista, revelando su auténtica orientación. Fue dirigida por Enrique Pastor Bedoya hasta 1872, cuando cedió su responsabilidad por haber sido elegido diputado por Guadalajara. Durante los últimos años de su vida dirigió en Barcelona la Revista de Estudios Psicológicos, que era la publicación decana de la rica prensa espiritista española del momento. 

### Traducciones al español
- Las Profecías de Nostradamus escrita por Michel Nostradame - 1885